# ルフトハンザ・カーゴ
ルフトハンザ・カーゴ（Lufthansa Cargo）は、ドイツの貨物航空会社である。ルフトハンザグループのグループ会社で、フランクフルトに本拠地を置く。
ドイツ東部のライプツィヒ・ハレ空港を拠点に、同じドイツの国際宅配業者であるDHLのサービスを請け負い、また、約300機のルフトハンザドイツ航空の旅客機の貨物室を使用した空輸サービスに加えてコンドル航空、サンエクスプレス の貨物輸送も請け負っている。

## 歴史
- 1994年、ルフトハンザドイツ航空が自社の貨物部門を独立した会社として分離したことで誕生した。旅客と貨物のサービスを分離したのはルフトハンザが世界初。
- 既存のGerman Cargo Services社と合併し、1994年11月にサービスを始めた。
- 1996年、ヒンデュージャ・グループ（英語版）と合弁で、ヒンドゥージャ・カーゴ・サービスを設立した。この会社は、ボーイング727貨物機を使用して、インドとシャルジャ国際空港間の路線を運航しており、シャルジャ国際空港からルフトハンザ・カーゴに接続していた。なお、2000年に運航を停止している。
- 2000年、JALカーゴ、SASカーゴ・グループ、シンガポール航空カーゴが加盟する貨物航空連合であるWOWに加盟したが、その処遇をめぐり混乱状態が続いた後、2009年に脱退している。
- 2002年、特殊貨物を扱う子会社time:mattersを設立した。なお、現在は再びルフトハンザ・カーゴの完全子会社となっている。
- 2004年、深圳航空、ドイツ投資公社との合弁で、翡翠国際貨運航空を設立した。
- 2004年、ルフトハンザ・カーゴとDHLが50%ずつ出資し新しい貨物航空会社を立ち上げることに合意した。
- 2007年、DHLと合弁で、アエロロジック (AeroLogic) を設立した。アエロロジックは、ルフトハンザ・カーゴのマクドネル・ダグラスMD-11F型機が、ライプツィヒからフランクフルト拠点の運用に戻されたことにより、ハブはライプツィヒに置かれた。
- 2011年5月、インドのラジブ・ガンジー国際空港に第2ハブを創設。
- 2021年10月18日、マクドネル・ダグラスMD-11Fの運航を終了した。なお、機体はアメリカのウエスタン・グローバル・エアラインズで引き続き使用される。

## 就航都市
ここにはルフトハンザ・カーゴの自社機による就航地のみを記載しているが、実際にはルフトハンザドイツ航空の旅客機の貨物室も管轄しているため、ルフトハンザの就航都市すべてに対する貨物サービスが可能である。これらの自社運航便以外にもワールド・エアウェイズの貨物便もルフトハンザ・カーゴのサービスとして提供している。
ヨーロッパ
- ドイツ
  - フランクフルト
  - ミュンヘン
  - ライプツィヒ
  - ケルン
- イタリア
  - ミラノ
- ベルギー
  - ブリュッセル
- スウェーデン
  - ヨーテボリ
- イギリス
  - ノッティンガム
- ロシア
  - モスクワ/シェレメーチエヴォ
  - クラスノヤルスク

南北アメリカ
- アメリカ合衆国
  - ニューヨーク/ケネディ
  - ロサンゼルス
  - シカゴ/オヘア
  - アトランタ
  - ダラス・フォートワース
  - ウィルミントン
- カナダ
  - トロント
- メキシコ
  - メキシコシティ
  - グアダラハラ
- ブラジル
  - カンピーナス
- アルゼンチン
  - ブエノスアイレス

アフリカ
- エジプト
  - カイロ
- ケニア
  - ナイロビ
- セネガル
  - ダカール
- 南アフリカ共和国
  - ヨハネスブルク

アジア
- 日本
  - 東京/成田
  - 大阪/関西
- 韓国
  - ソウル/仁川
- 中国
  - 北京/首都
  - 上海/浦東
  - 広州
- 香港
  - 香港
- タイ
  - バンコク
- シンガポール
  - シンガポール
- カザフスタン
  - アスタナ
  - アルマトイ
- ウズベキスタン
  - タシュケント
- インド
  - デリー
  - コルカタ
  - チェンナイ
  - ムンバイ
  - バンガロール

- イラン
  - テヘラン
- クウェート
  - クウェートシティ
- サウジアラビア
  - リヤド
  - ジェッダ
- アラブ首長国連邦
  - アブダビ
  - シャールジャ
- バーレーン
  - バーレーン
- トルコ
  - イスタンブール

## 保有機材
現在の保有機材
| 機種                | 保有数 | 発注数 | 備考                                   |
| ------------------- | ------ | ------ | -------------------------------------- |
| エアバスA321-200P2F | 4      |        | ルフトハンザ・シティーラインによる運航 |
| ボーイング777F      | 12     | 2      |                                        |
| ボーイング777-8F    |        | 7      | 2027年から2030年に納入される予定。     |
| 合計                | 16     | 9      |                                        |

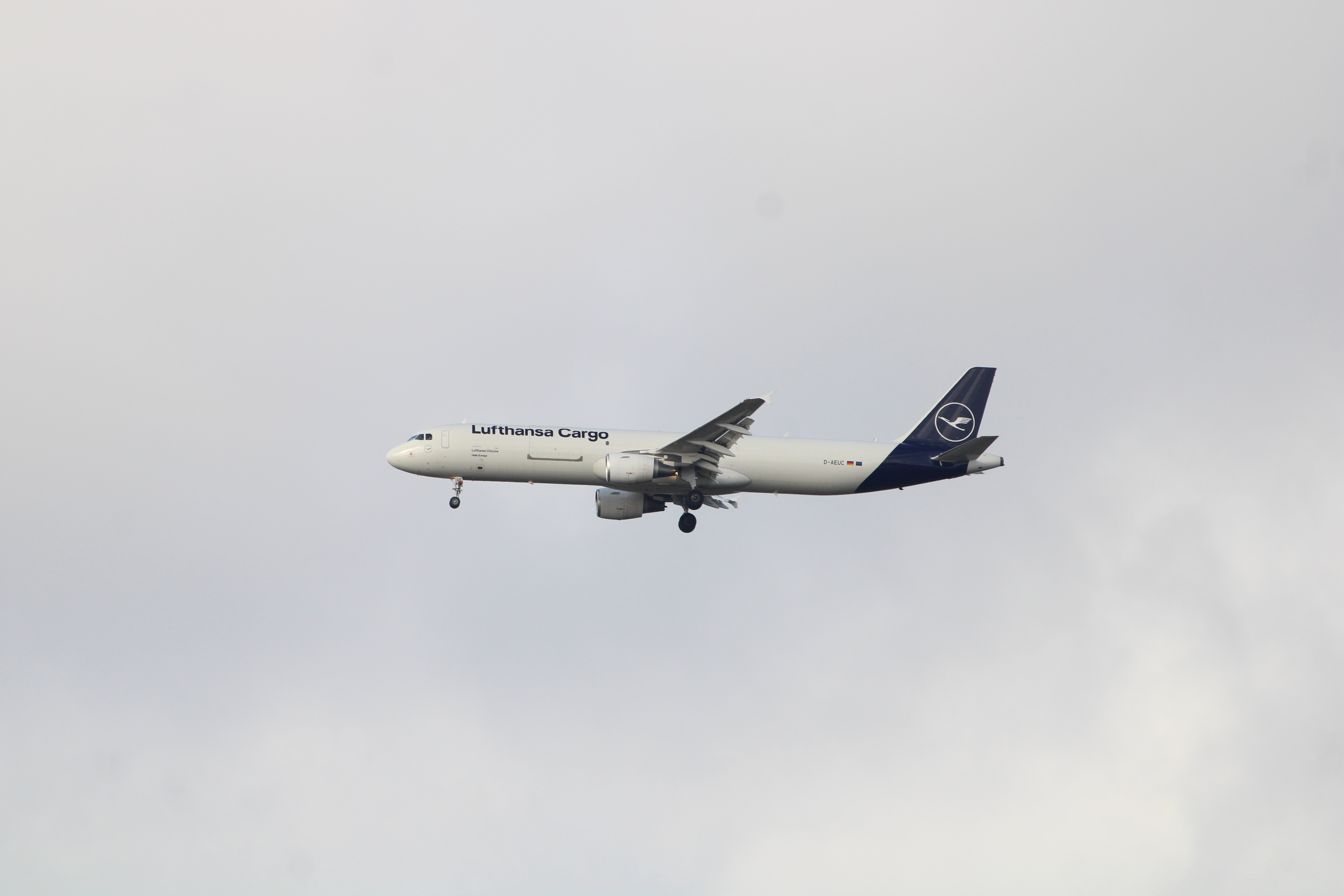
エアバスA321-200P2F
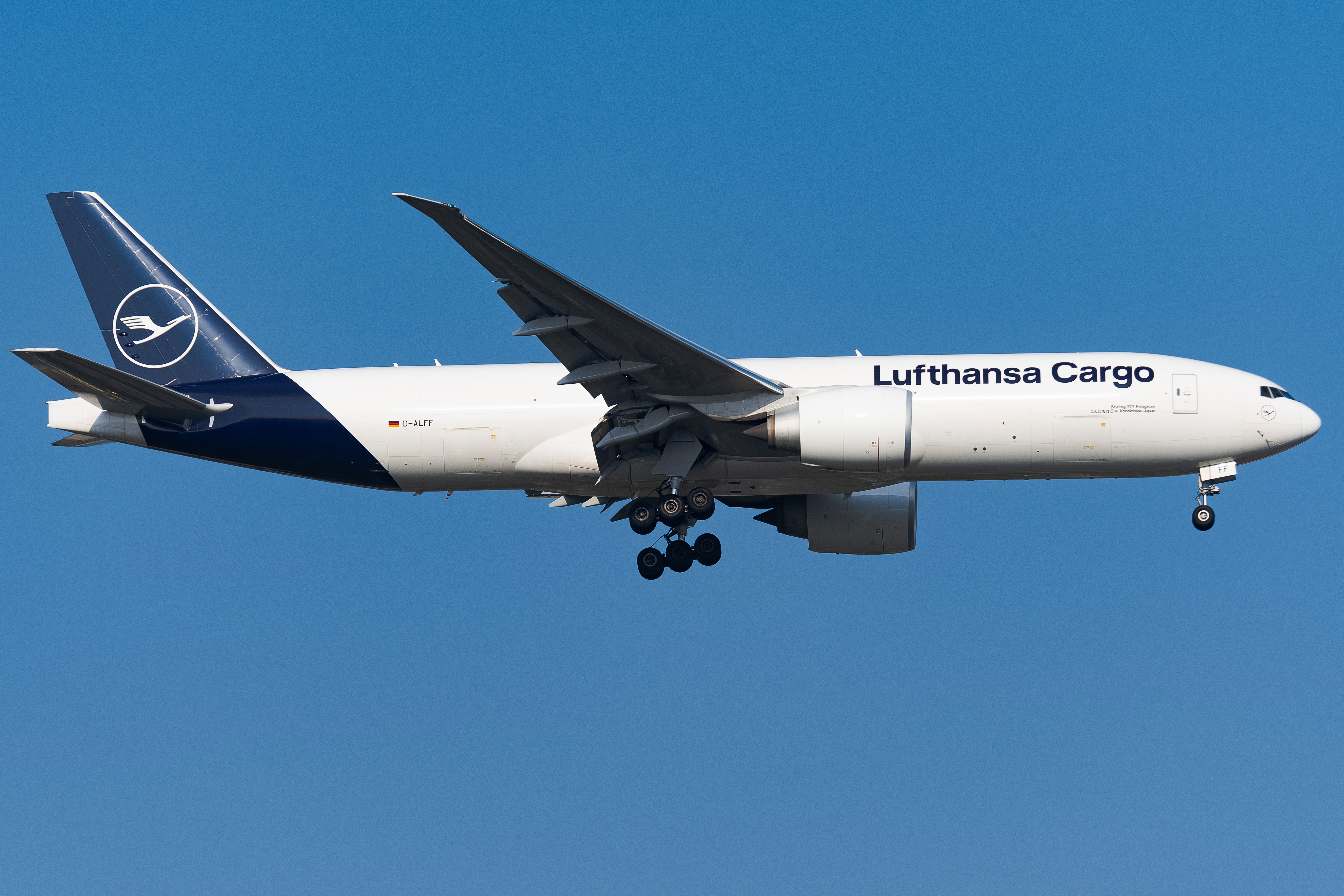
ボーイング777F

過去の保有機材
- ボーイング737-200C
- ボーイング737-300SF
- ボーイング747-200F/SF
- ダグラス DC-8-73F
- マクドネル・ダグラス MD-11F

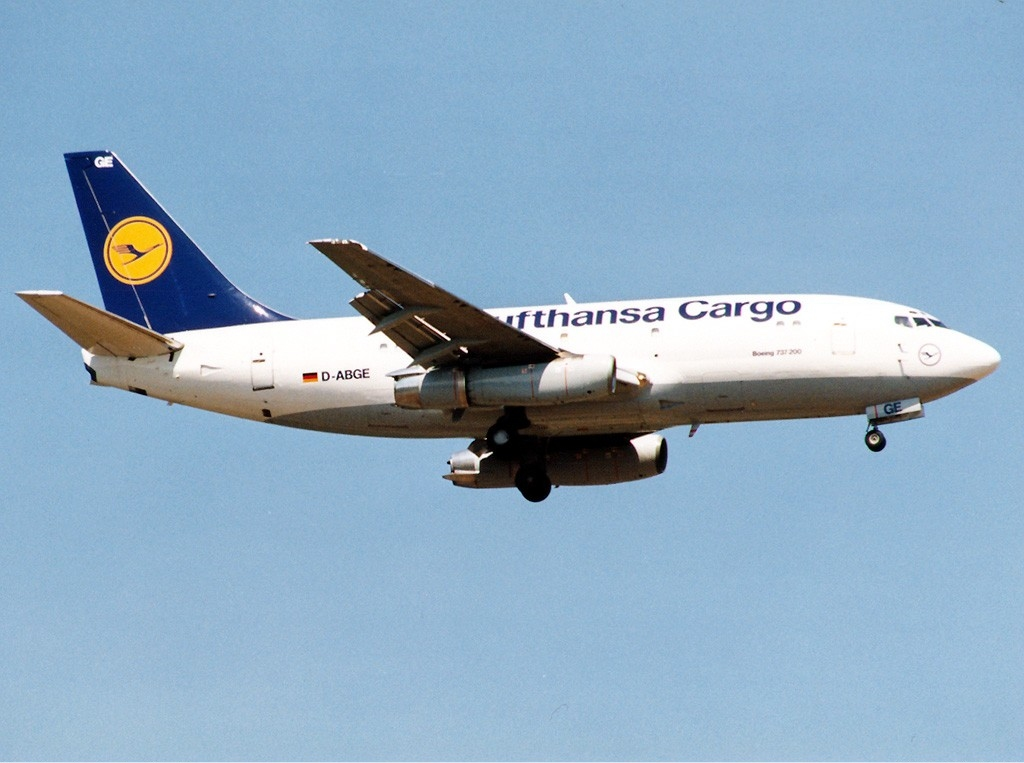
ボーイング737-200C
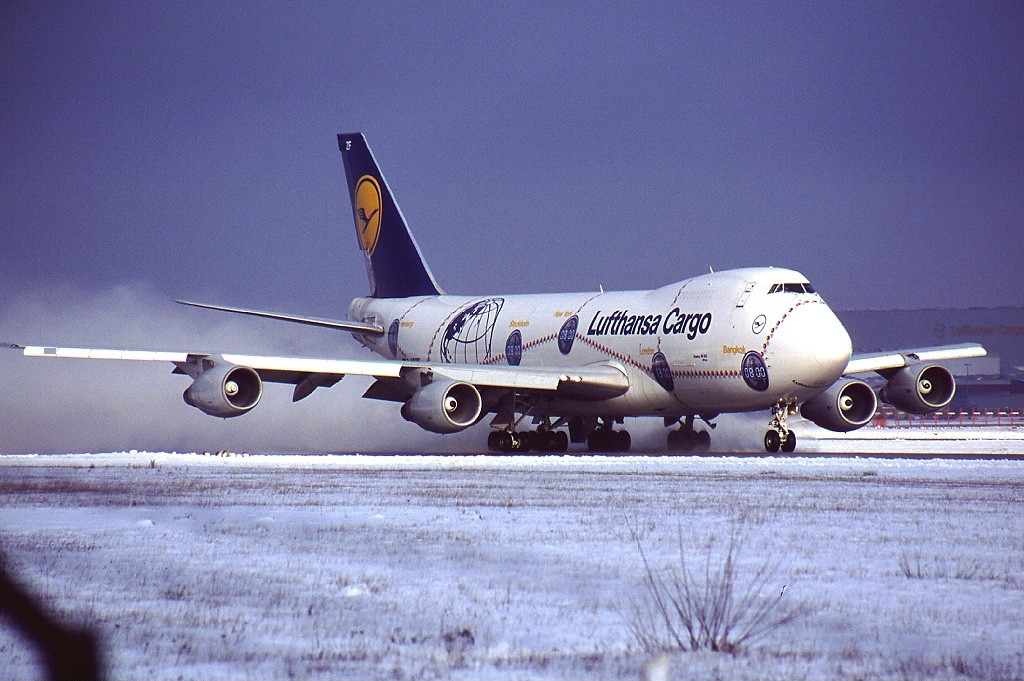
ボーイング747-200F（"Service Revolution"特別塗装）
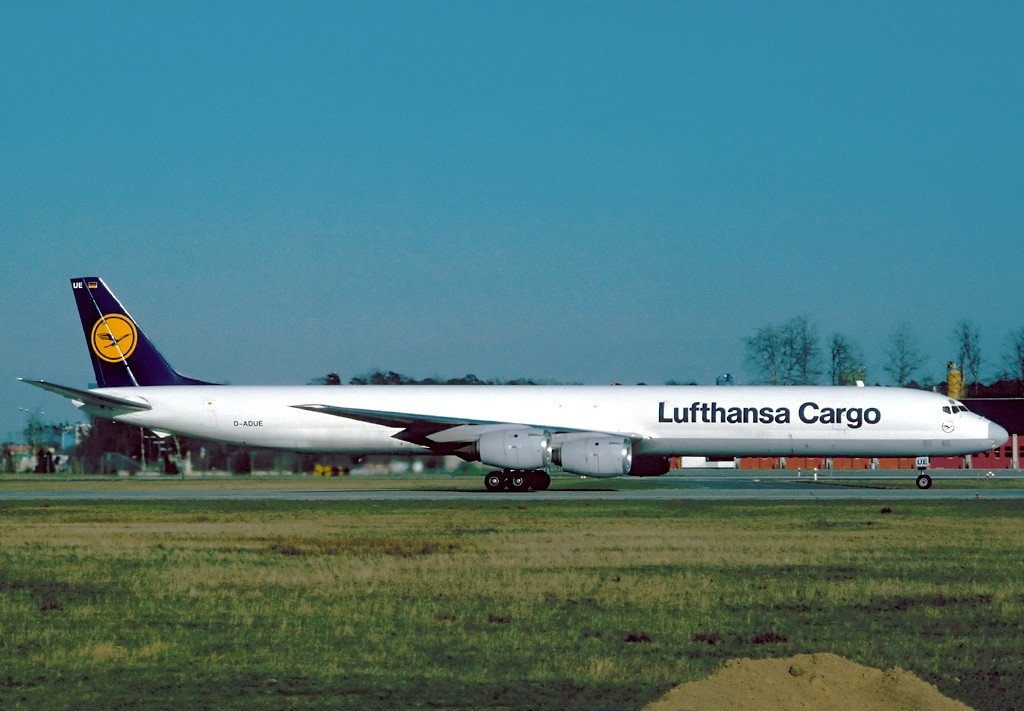
ダグラス DC-8-73F
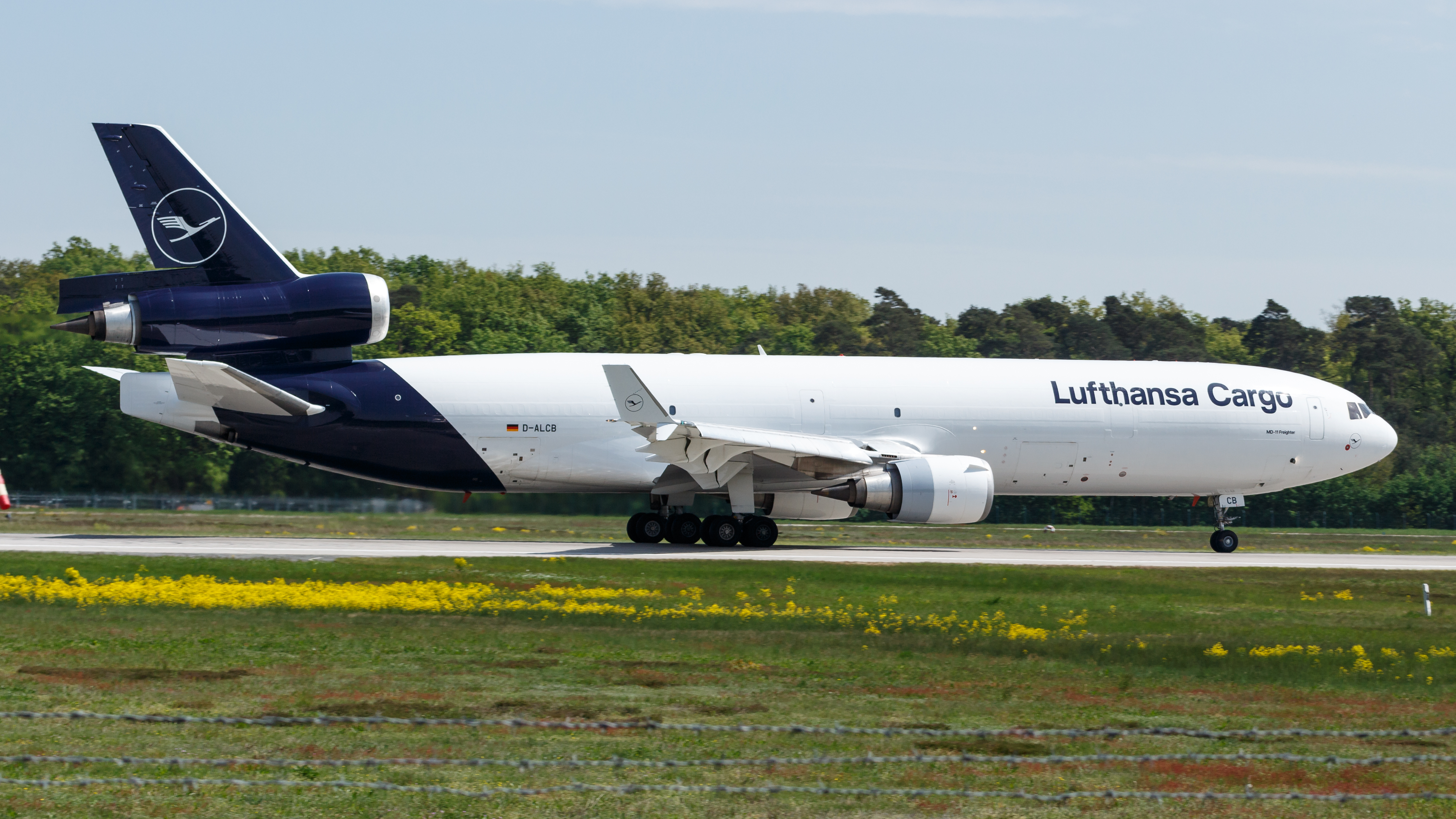
マクドネル・ダグラス MD-11F

## 事故
- 2010年7月27日：フランクフルト空港からリヤド、シャールジャ経由香港国際空港行きルフトハンザ・カーゴ8460便(D-ALCQ)が最初の経由地であるリヤドのキング・ハーリド国際空港で着陸に失敗し、機体が真っ二つに折れて炎上した。乗員2名は軽傷だった。